# Чахырлы (Джебраильский район)
Чахырлы (азерб. Çaxırlı) — село, расположенное в пределах Мехдилинской административно-территориальной единицы Джебраильского района Азербайджана, на левом берегу реки Аракс в 20 км к юго-востоку от города Джебраил, на Приаракской равнине.

## Топонимика
Согласно «Энциклопедическому словарю топонимов Азербайджана», название села связано с названием булгарского племени чакыр или чакар.

## История
В годы Российской империи село Чахирлу входило в состав Джебраильского уезда Елизаветпольской губернии. По данным «Свода статистических данных о населении Закавказского края, извлеченных из посемейных списков 1886 года» в селе Чахирлу Маралианского сельского округа было 26 дымов и проживал 91 азербайджанец (указаны как «татары»), которые были суннитами по вероисповеданию и крестьянами.
В советские годы село входило в состав Джебраильского района Азербайджанской ССР. В результате Первой карабахской войны в августе 1993 года перешло под контроль непризнанной Нагорно-Карабахской Республики.
3 октября в ходе Второй карабахской войны президент Азербайджана Ильхам Алиев заявил, что азербайджанская армия заняла сёла Талыш в Тертерском, Мехдили, Чахырлы, Ашагы Маралян, Шейбей, Куйджак в Джебраильском и Ашагы Абдурахманлы в Физулинском районах Азербайджана. Ночью Министерство обороны Азербайджана официально подтвердило взятие данных сёл вооружёнными силами Азербайджана.  BBC сообщает, что все взятые, по данным Азербайджана, на юге сёла, судя по спутниковым снимкам, лежат в руинах и полностью или почти полностью заброшены с тех пор, как в начале 1990-х азербайджанское население их покинуло, спасаясь от наступавших армян.
6 октября 2020 года Министерство обороны Азербайджана опубликовало кадры, на которых, как утверждает, запечатлено село Чахырлы под контролем Азербайджана.